# Veleposlaništvo Združenih držav Amerike v Erevanu
Veleposlaništvo Združenih držav Amerike v Armeniji (armensko Հայաստանում ԱՄՆ-ի դեսպանատուն, angleško Embassy of the United States of America to Armenia) se nahaja ob Erevanskem jezeru, ob avtocesti Erevan-Ečmiadzin. Posestvo zavzema površino 90.469 m2 (973.800 sq ft) in je bilo ob odprtju leta 2005 največje ameriško veleposlaništvo na svetu. Trenutno največje ameriško veleposlaništvo je v Bagdadu, ki je skoraj petkrat večje od veleposlaništva v Erevanu.